# MAN NG 272
De MAN NG 272 is een gelede bustype, geproduceerd door de Duitse busfabrikant MAN van 1990 tot 1992. De bus was bedoeld voor stedelijk gebruik en had een volledig lage vloer. De MAN NG 272 werd in 1990 geïntroduceerd als de vervanger van de MAN SG 242, die in tegenstelling tot de NG 272, een verhoogde vloer had.
In 1992 werd de MAN NG 272 gewijzigd in uiterlijk. Net als bij de MAN NL 202 werden bij de NG 272 de podesten in het voorste deel verwijderd. Vanaf toen werd de NG 272 aangeduid als A11 (NG 272/312). In tegenstelling tot de A11 werden de stoelen bij de NG 272 geplaatst op sokkels.

## Inzet
De bussen werden ingezet in verschillende landen, waaronder Duitsland en Luxemburg. De meeste bussen zijn inmiddels buiten dienst.